# Take On Helicopters
Take On Helicopters (TKOH) ist ein Hubschrauber-Flugsimulator, der auf der Spiel-Engine des Computerspiels Arma 2 basiert. Er wurde am 27. Oktober 2011 in Deutschland veröffentlicht.

## Spielbeschreibung
In Take On Helicopters geht es um eine Transportgesellschaft der Larkin Brüder, die gerade in finanziellen Schwierigkeiten steckt. Neben dem Befördern von Geschäftsleuten und Transport von Stückgut, werden auch Aufträge seitens des Militärs angenommen. Hierbei unterstützt man den Söldner und Ex-Soldaten Frost (ein Arma-2-DLC-Character) in Missionen in Südostasien. Es gibt zwei Inseln (US-Stadt Seattle und Südostasien) und drei Helikoptertypen, die zur Auswahl stehen. Zusätzlich ist die Umgebung mit KI-Einheiten wie C-130, Krankenwagen, PKWs, LKWs oder Figuren des öffentlichen Lebens bestückt. Diese Einheiten können im mitgelieferten Editor für die Erstellung von neuen Missionen auch genutzt werden. Alle Einheiten lassen sich wie in Arma 2 frei steuern. Ziel in der Kampagne ist es, die Firma wieder aus der Krise zu führen.

## Unterschied zum Taktikshooter
Der Fokus ist im Gegensatz zu Arma 2 nicht auf Kampf, sondern fliegerisches Können ausgelegt. Die Helikopter haben entgegen ihren Arma-Pendants detaillierte Cockpits. Dafür sind die Inseln teilweise nicht so ausgebaut, um die Performanceanforderungen niedrig zu halten. Ansonsten sind die Menüsteuerung, Editor mit einigen grafischen Änderungen die gleichen wie in Arma 2.
Es ist auch möglich, eigene Add-ons zu entwickeln und wie in Arma einzubinden. Dafür hatte der Entwickler einige Monate später einige Helikopter des Spiels als Hilfe zum Download angeboten. Es enthält Modelle in unkomprimiertem Zustand, um sie in den auch frei downloadbaren SDK-Tools für Arma 2 laden beziehungsweise modifizieren zu können. Nebenbei steht dem Benutzer die Möglichkeit zur Verfügung, mit einem Skript die Textur der Helikopter zu wechseln, wie es auch schon für Fahrzeuge in Arma 2 möglich ist.

## Fluggeräte
- Hughes OH-6 (MD 500) (Leichter Hubschrauber)
- Bell 412 (mittlerer Hubschrauber)
- AgustaWestland AW101 (schwerer Hubschrauber)

## Add-ons
Am 15. März 2012 erschien das erste DLC Take On Helicopters: Hinds. Es ist mehr auf militärische Einsätze mit dem Hubschraubermuster Mil Mi-24 ausgelegt.

## Fortsetzungen
Im Juni 2013 kündigte Bohemia Interactive die Weltraumsimulation Take On Mars an. Basierend auf dem Helikoptersimulator soll sie sich auf die Forschungsarbeiten der NASA rund um das Mars-Projekt stützen.